# George Patrick Leonard Walker
George Patrick Leonard Walker FRS (2 de março de 1926 — 17 de janeiro de 2005) foi um geólogo britânico. Foi especialista em mineralogia e vulcanologia.

## Publicações selecionadas
- Walker, George P. L. (Setembro de 1960). «Zeolite Zones and Dike Distribution in Relation to the Structure of the Basalts of Eastern Iceland». The Journal of Geology. 68 (5): 515–528. Bibcode:1960JG.....68..515W. JSTOR 30059352. doi:10.1086/626685
- Walker, George P. L. (Julho de 1973). «Explosive volcanic eruptions — a new classification scheme». Geologische Rundschau. 62 (2): 431–446. Bibcode:1973GeoRu..62..431W. doi:10.1007/BF01840108
- Walker, George P.L. (setembro de 1983). «Ignimbrite types and ignimbrite problems». Journal of Volcanology and Geothermal Research. 17 (1-4): 65–88. Bibcode:1983JVGR...17...65W. doi:10.1016/0377-0273(83)90062-8
- Wilson, Lionel; R.  Stephen J. Sparks, George P. L. Walker (1987). «Explosive volcanic eruptions — IV. The control of magma properties and conduit geometry on eruption column behaviour». Geophysical Journal of the Royal Astronomical Society. 63 (1): 117–148. Bibcode:1980GeoJI..63..117W. doi:10.1111/j.1365-246X.1980.tb02613.x. Consultado em 20 de maio de 2010[ligação inativa]